# Anglin
El Anglin es un río francés que transcurre en el centro-noroeste de Francia, en los departamentos de Creuse, Vienne e Indre, en las regiones de Nueva Aquitania y de Centro-Valle del Loira. Es afluente del río Gartempe, por esta razón es un subafluente del río Loira.

## Nacimiento y desembocadura
Nace en el pueblo de Azerables a una altitud de 286 metros y desemboca en la comuna de Angles-sur-l'Anglin a una altitud de 62 metros, por lo tanto, hay un desnivel de 224 metros.

## Comunas por las que fluye
Fluye por diecisiete comunas, entre ellas Chalais, Angles-sur-l'anglin, Ingrandes y catorce más en tres departamentos, en dos regiones distintas. No pasa por ninguna ciudad de más de quince mil habitantes.
- Datos: Q540889
- Multimedia: Anglin / Q540889